# مشكلة (رواية)
مشكلة هي رواية صدرت عام 2009 للكاتبة كيت كريستنسن. تدور أحداثها حول صديقتين في الأربعينيات من العم، جوزي من نيويورك وراكيل من لوس أنجلوس، ومغامراتهما في مدينة مكسيكو.